# 김동근 (1961년)
김동근(金東根, 1961년 7월 22일~)은 대한민국의 공무원 출신 정치인이다. 경기도 행정2부지사를 지냈으며 민선 8기 의정부시장이다.

## 학력
- 아주대학교 대학원 응용사회학과 행정학 박사

## 경력
- 1991: 제35회 행정고시 합격
- 2001.12: 경기도청 교류협력과 과장
- 2005.02: 경기도청 정책기획관
- 2009.06~2009.11: 경기도청 도시환경국 국장
- 2009.11~2010.10: 경기도청 교육국 국장
- 2010.10~2010.12: 경기도청 평생교육국 국장
- 2011.01~2011.06: 경기도 의정부시 부시장
- 2011.06~2012.01: 경기도청 기획행정실 실장
- 2012.01~2014.12: 경기도청 기획조정실 실장
- 2015.01~2017.02: 경기도 수원시 제1부시장
- 2017.02~2017.11: 경기도 행정2부지사
- 2021.02: 국민의힘 경기도당 의정부시갑 당협위원회 조직위원장
- 국민의힘 경기도당 정책개발본부장
- 2021.12~2022.03: 국민의힘 경기도 살리는 선거대책위원회 선거대책위원장단 공동선거대책위원장
- 2022.07~: 제33대 경기도 의정부시장(민선 8기)
- ~2024.06: 경기도시장군수협의회 부회장
- 2024.12~: 경기도북부권시장군수협의회 회장

## 역대 선거 결과
|  | 29.84% |

|  | 52.53% |

| 전임 양복완 박정란(권한대행) | 제19대 경기도 행정2부지사(민선) 2017년 2월 24일~2017년 11월 27일 | 후임 김진흥 |

| 전임 안병용 | 제33대 경기도 의정부시장(민선) 2022년 7월 1일~ |  |